# Sierra de Guadalupe (México)
La sierra de Guadalupe es una sierra, cordillera volcánica y cadena montañosa que forma parte del Estado de México y la Ciudad de México en México. Se reparte entre la zona norte de la Alcaldía Gustavo A. Madero de la Ciudad de México, y los municipios mexiquenses de Cuautitlán Izcalli (únicamente al sur del municipio), Tlalnepantla de Baz, Tultitlán, Tultepec, Coacalco de Berriozábal, y Ecatepec de Morelos también.

## Historia
Desde finales del siglo XIX ha sufrido un proceso de pérdida de sus zonas forestales y fauna. Este deterioro ambiental aumentó durante la segunda mitad del siglo XX debido a la expansión de la mancha urbana de la Ciudad de México.
Parte de la zona Oriente de la sierra fue reforestada con la introducción del árbol de eucalipto. En el año de 1937 se creó el parque nacional El Tepeyac en la porción ya citada, y más tarde en la parte Norte y la zona interior fue creada la zona de preservación ecológica: Reserva Natural Sierra de Guadalupe. La sierra lleva este nombre en honor a la virgen de Guadalupe.
Se le conoce como la sierra «de Guadalupe» por su cercanía a la Basílica de Santa María de Guadalupe, aunque se sabe que este lugar estaba habitado desde el periodo prehispánico por los diversos pueblos que se asentaron en el valle; los aztecas tenían en la base del cerro del «Tepeyacac» (hoy Tepeyac) un adoratorio dedicado a la diosa Tonatzin, que quedó conectado a la Ciudad de México-Tenochtitlán por la calzada que se conoce desde la época colonial como la Calzada de los Misterios.

### Aspectos físicos
Esta cadena montañosa forma parte de la cordillera que recorre la parte central del país y a la que se le denomina Eje Neovolcánico, dentro del cual se encuentra la cuenca de México; la sierra de las Cruces se ubica en la parte central de esta cuenca, de forma que parece dividirla de no ser por su disminución en altitud en su lado oriental. Anteriormente la bordeaban el lago de Texcoco, al sur, el lago de San Cristóbal, al este, y el lago de Xaltocan, al norte. Queda unida a la sierra de Las Cruces en su parte occidental por montañas de poca altitud.
Las montañas que la conforman son:
- El cerro del Sombrero o pico Tres Padres (3005 m)
- El cerro de los Gachupines
- El cerro del Chiquihuite (2730 m)
- El cerro del Picacho Moctezuma (3010 m)
- El cerro del Picacho El Fraile
- El cerro del Picacho El Jaral
- El cerro del Tenayo
- El cerro Petlecatl
- El cerro de la Calavera
- El cerro Gordo
- El cerro Zacatenco
- El cerro del Guerrero
- El cerro de Santa Isabel
- El cerro del Tepeyac  (2270 m)

La altitud promedio que alcanza esta sierra no sobrepasa los 3055 m s. n. m., y la máxima altura alcanzada corresponde al picacho Moctezuma, con una altitud de 3055 m, seguida del cerro del Chiquihuite, con una altitud de 2730 m.

### Galería

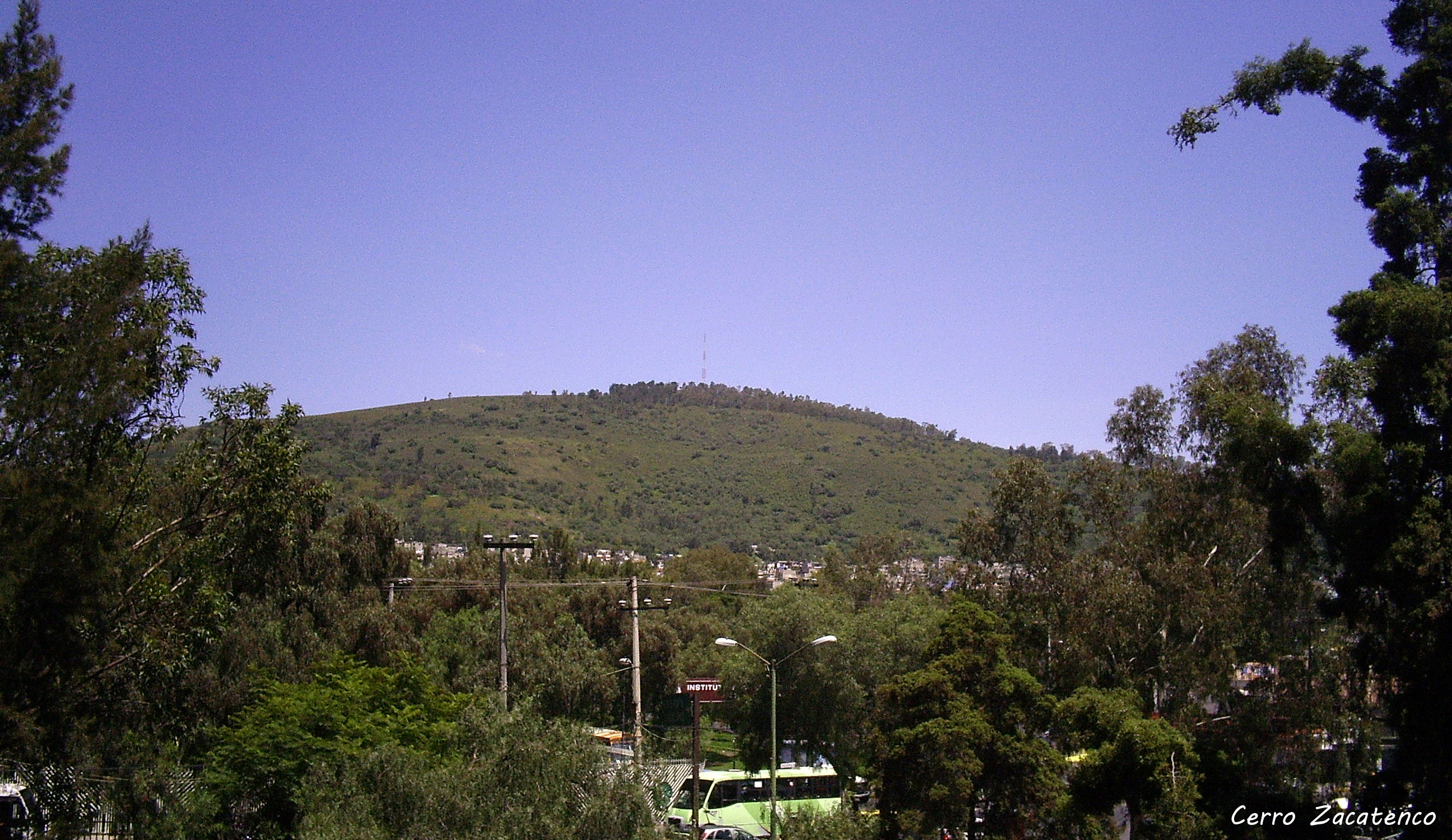
Cerro Zacatenco
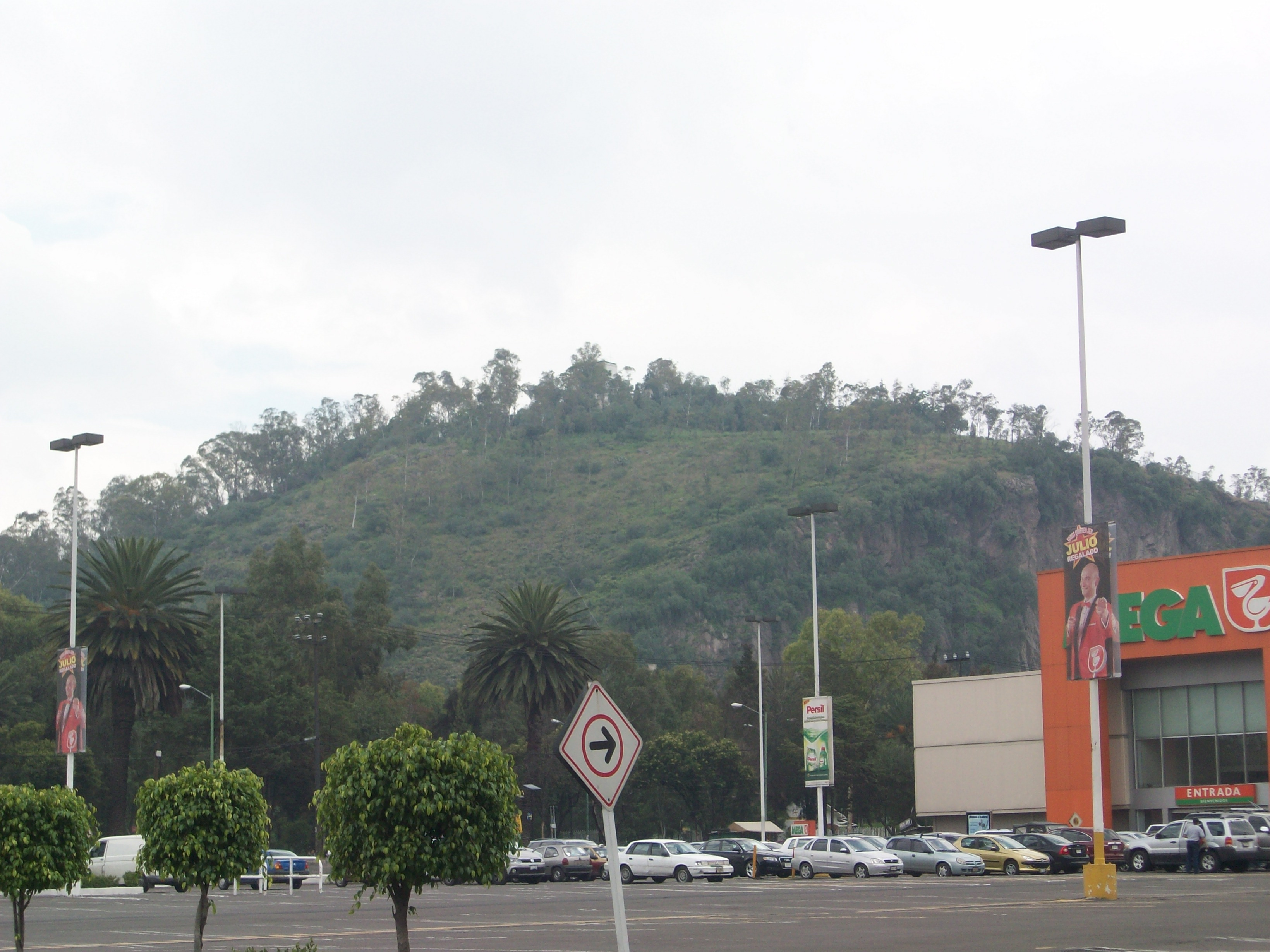
Cerro Los Gachupines
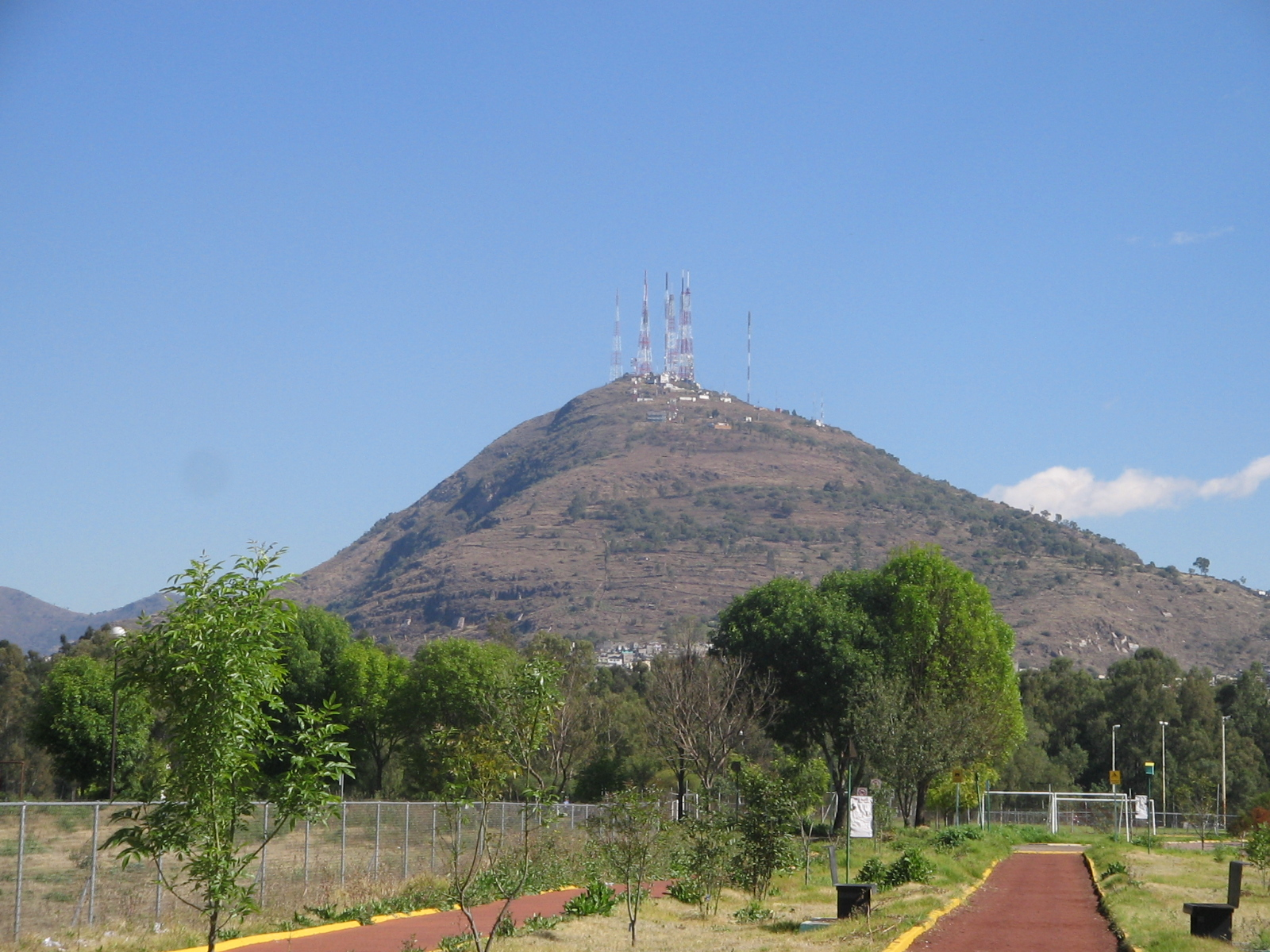
Cerro del Chiquihuite visto desde la Unidad Profesional «Adolfo López Mateos» del IPN
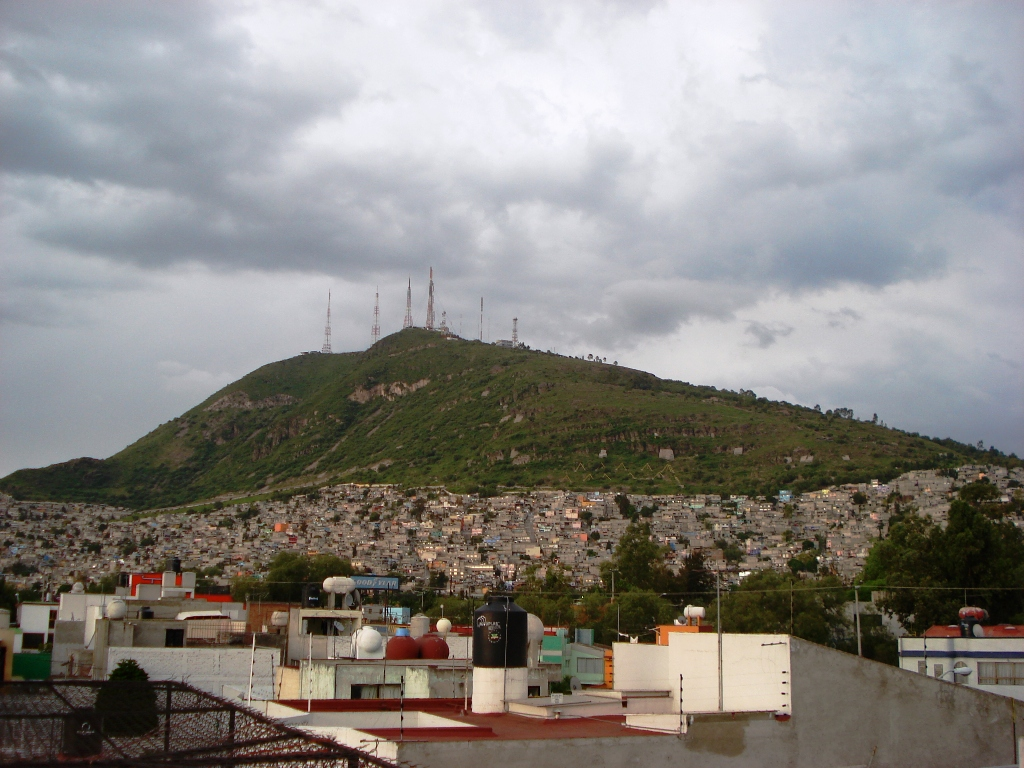
Cerro del Chiquihuite
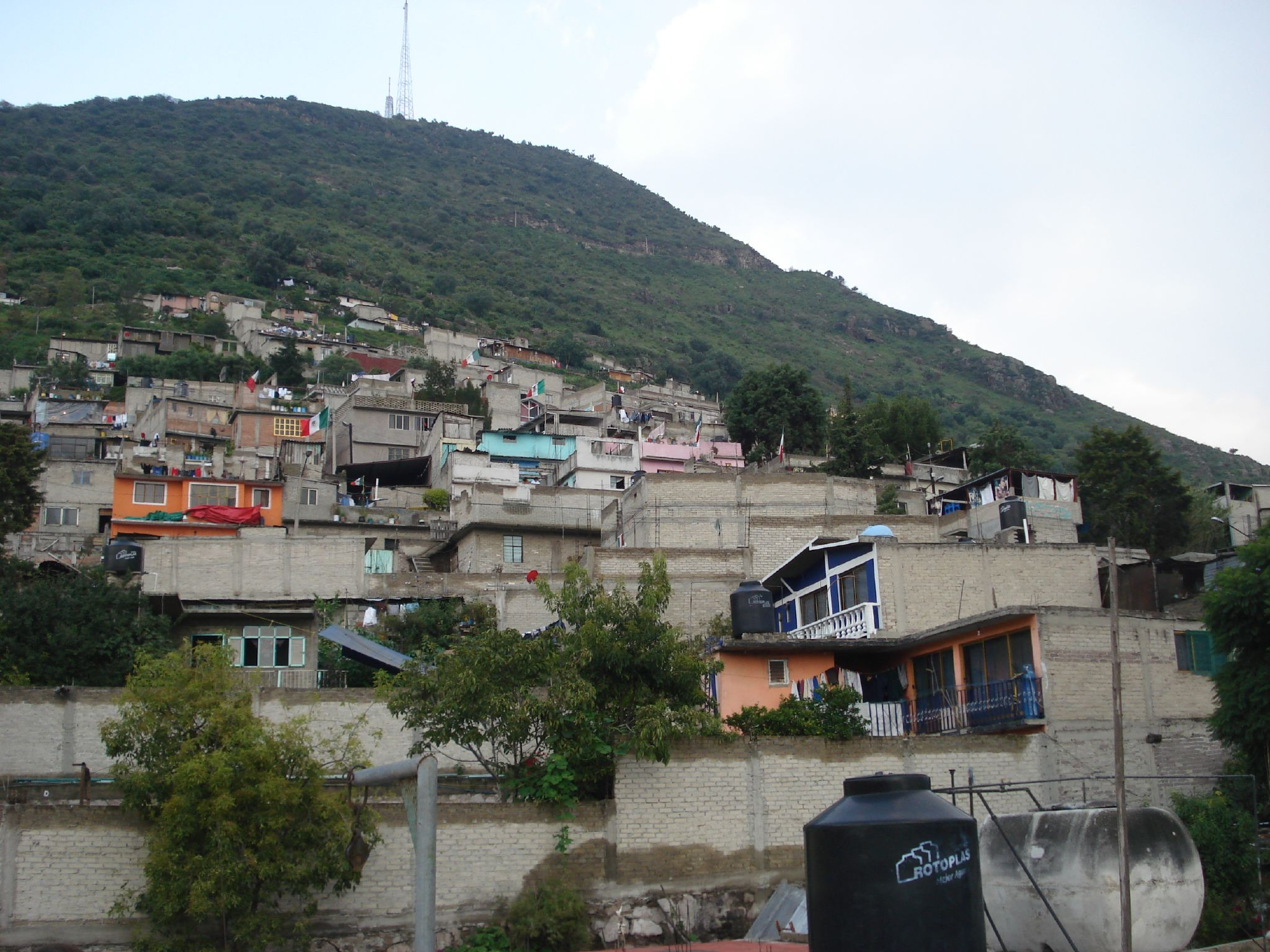
Cerro del Chiquihuite
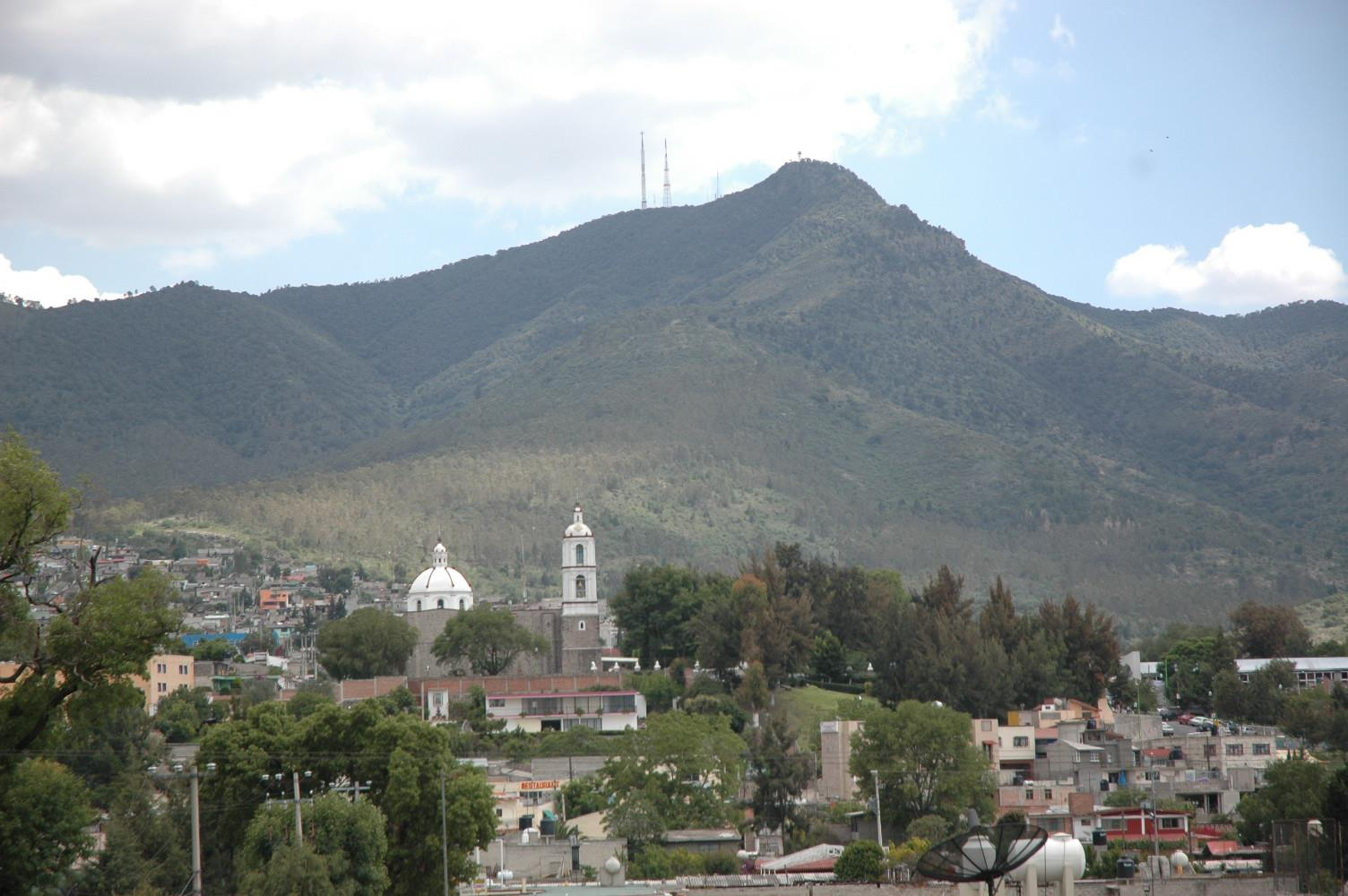
Cerro del Picacho, el más alto de toda la sierra de Guadalupe (3005 msnm) visto desde Coacalco
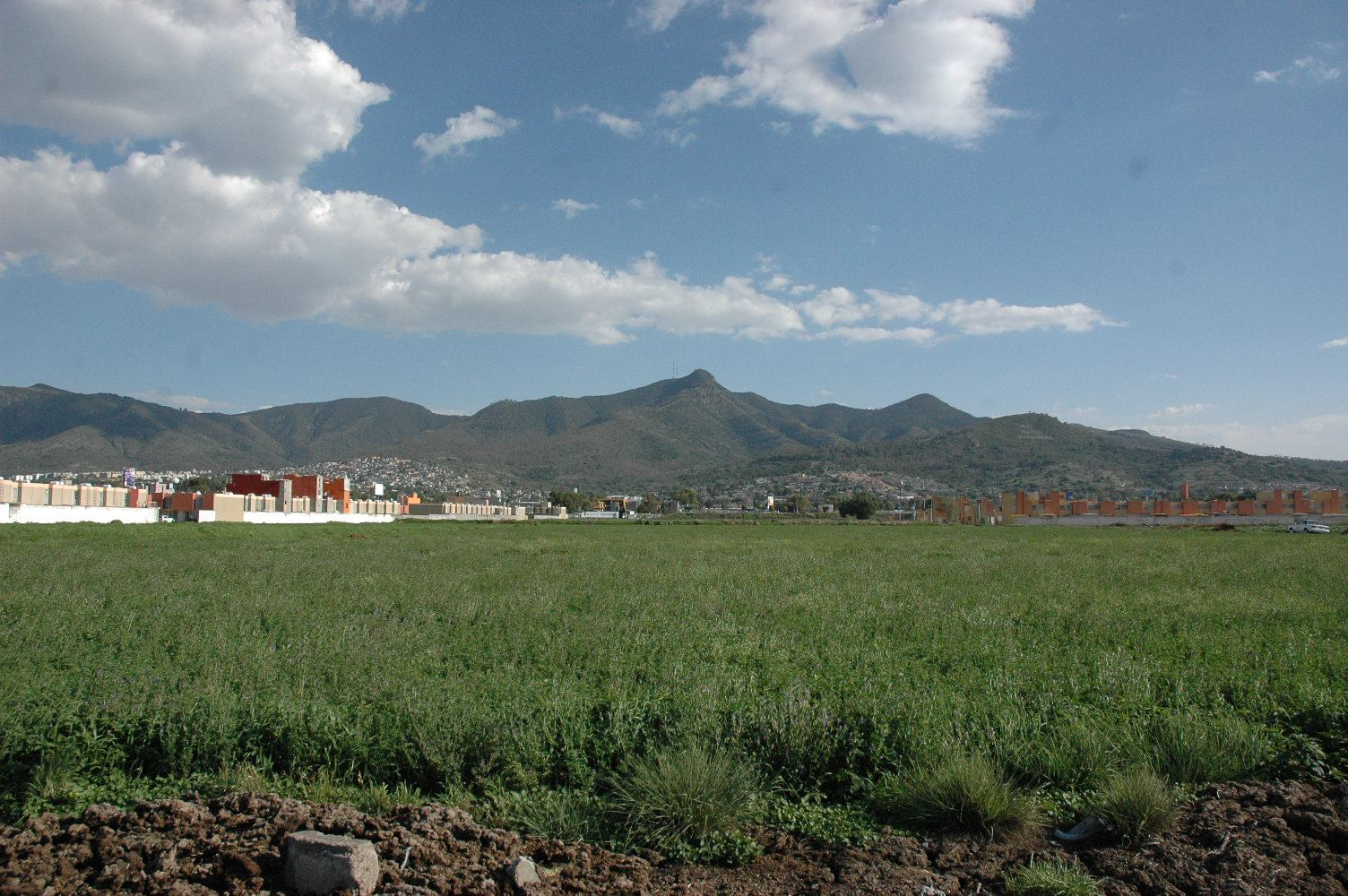
Sierra de Guadalupe visto desde Coacalco